# Smiljansko Polje
Smiljansko Polje falu Horvátországban Lika-Zengg megyében. Közigazgatásilag Gospićhoz tartozik.

## Fekvése
Gospićtól 5 km-re északra a Likai karsztmezőn, a 25-ös számú főúttól nyugatra, a Lika bal partján fekszik.

## Története
Területe már az ókorban is lakott volt, ezt bizonyítja az itt előkerült kard, amely az i. e. 16. századból származik. E vidék első ismert lakói az illírek egyik törzse a japodok voltak. A mai település török kiűzése után horvátokkal betelepített falvak közé tartozik, lakói a smiljani római katolikus plébániához tartoznak. A falunak 1857-ben 194, 1910-ben 666 lakosa volt. A trianoni békeszerződés előtt Lika-Korbava vármegye Gospići járásához tartozott. Ezt követően előbb a Szerb-Horvát-Szlovén Királyság, majd Jugoszlávia része lett. A falunak 2011-ben 136 lakosa volt. Határában a szomszédos Gospić városához kapcsolódó 1440 m2-es vállalkozói övezetet hoztak létre.

## Lakosság
| Lakosság változása | Lakosság változása | Lakosság változása | Lakosság változása | Lakosság változása | Lakosság változása | Lakosság változása | Lakosság változása | Lakosság változása | Lakosság változása | Lakosság változása | Lakosság változása | Lakosság változása | Lakosság változása | Lakosság változása | Lakosság változása |
| ------------------ | ------------------ | ------------------ | ------------------ | ------------------ | ------------------ | ------------------ | ------------------ | ------------------ | ------------------ | ------------------ | ------------------ | ------------------ | ------------------ | ------------------ | ------------------ |
| 1857               | 1869               | 1880               | 1890               | 1900               | 1910               | 1921               | 1931               | 1948               | 1953               | 1961               | 1971               | 1981               | 1991               | 2001               | 2011               |
| 194                | 0                  | 0                  | 596                | 724                | 666                | 653                | 713                | 434                | 352                | 300                | 334                | 290                | 262                | 178                | 136                |

## Nevezetességei
Keresztelő Szent János tiszteletére szentelt temetőkápolnája 1976-ban épült.